# Weiner Mark
Das Naturschutzgebiet Weiner Mark liegt auf dem Gebiet der Stadt Ochtrup im Kreis Steinfurt in Nordrhein-Westfalen. Das Gebiet erstreckt sich südlich der Kernstadt Ochtrup. Nördlich verläuft die B 54 und westlich die Landesstraße L 582. Östlich fließt die Vechte, südwestlich erstrecken sich das 248,81 ha große Naturschutzgebiet (NSG) Strönfeld und das 187,63 ha große NSG Füchte Kallenbeck (BOR).

## Bedeutung
Für Ochtrup ist seit 1988 ein 10,26 ha großes Gebiet unter der Kenn-Nummer ST-017 als Naturschutzgebiet ausgewiesen. 